# Yucca glauca subsp. stricta
Yucca glauca subsp. stricta (englischer Trivialname: „Small Soapweed Yucca“) ist eine Unterart der Blaugrünen Palmlilie (Yucca glauca) in der Familie der Spargelgewächse (Asparagaceae).

## Beschreibung
Yucca glauca subsp. stricta wächst solitär, stammlos, jedoch manchmal mit Stämmen bis 60 cm Höhe. Sie bildet große Gruppen mit über zehn Rosetten mit 2 bis 3 Meter im Durchmesser. Die dünnen, weichen, flexiblen, grünen bis grau-grünen Blätter sind bis 75 cm lang und 1 bis 2 cm breit. An den Blattränder befinden sich feine Fasern. Der in den Blättern beginnende verzweigte Blütenstand wird 1,8 bis 2,5 Meter hoch. Die glockenförmigen, hängenden, weißen, cremefarbenen Blüten sind 4 bis 6 cm lang und breit. Die Unterart Yucca glauca subsp. stricta ist in allen Maßen größer als Yucca glauca subsp. glauca. Sie hat längere Blätter, jedoch kleinere Samenkapseln.
Die Blütezeit ist von Mai bis Juli. Yucca glauca subsp. stricta ist in Mitteleuropa bis minus 20 °C winterhart. Sie ist eine der härtesten Arten der Gattung. 20 Jahre alte Exemplare befinden sich in der Sammlung von F. Hochstätter.

## Verbreitung
Yucca glauca subsp. stricta wächst in Grasland in den US-Bundesstaaten Oklahoma, Kansas, New Mexico und Colorado in Höhenlagen von 900 bis 1500 m und ist dort vergesellschaftet mit Escobaria vivipara, Escobaria missouriensis, Echinocereus reichenbachii und anderen Kakteenarten.

## Systematik
Die Beschreibung unter dem Namen Yucca glauca subsp. stricta durch Fritz Hochstätter erfolgte 1998.
Synonyme sind Yucca glauca var. stricta Sims (1821) und Yucca glauca var. gurneyi McKelvey (1947)

## Bilder
Yucca glauca subsp. stricta:

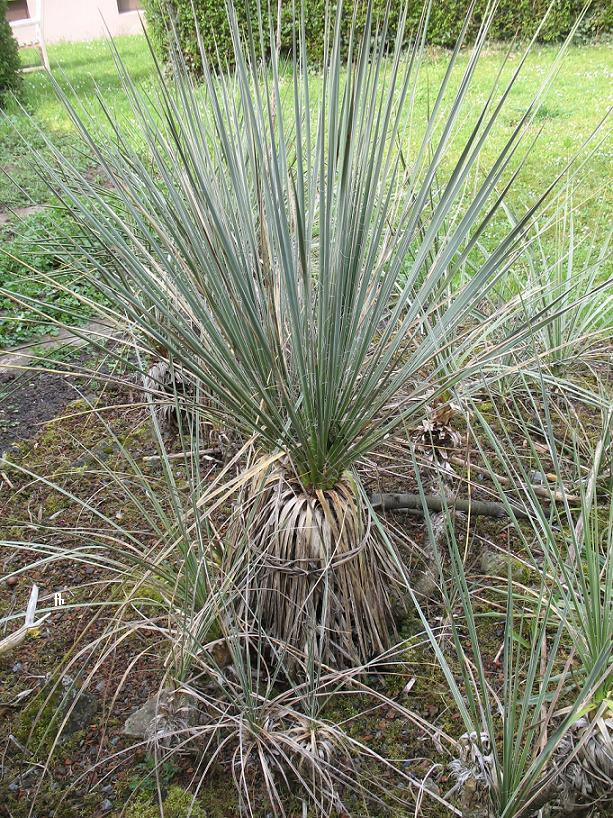
Yucca glauca subsp. stricta 20 Jahre altes Exemplar in der Sammlung von F. Hochstätter